# Хриб при Хинях
Хриб при Хинях (на словенски: Hrib pri Hinjah) е село в Словения, регион Югоизточна Словения, община Жужемберк. Според Националната статистическа служба на Република Словения през 2015 г. селото има 18 жители.